# Puerto de Santa Fe

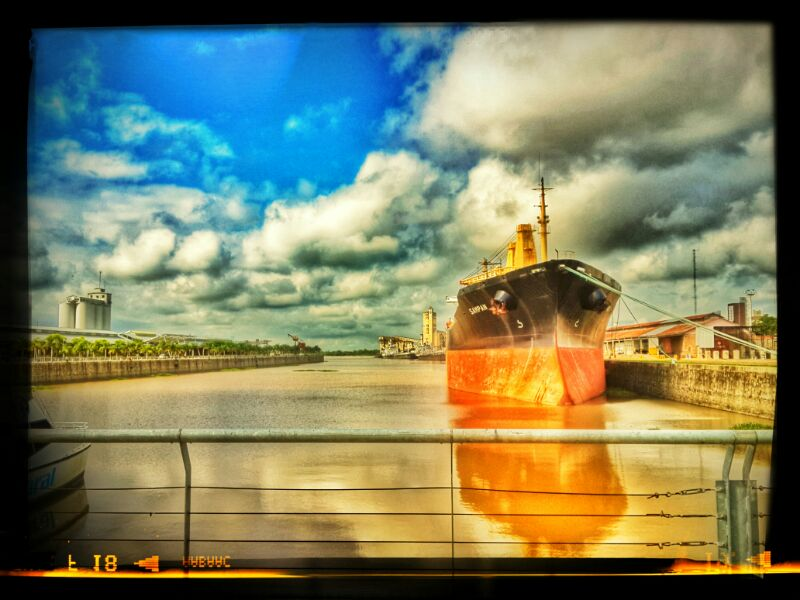
Imagen buque atracado en el puerto.

El puerto de la ciudad de Santa Fe, Argentina, fue uno de los motivos de la fundación de la misma. Su posición, más o menos a mitad de camino entre Buenos Aires y Asunción por el Río Paraná, lo hacían un lugar ideal para el reabastecimiento de los barcos en esos viajes. Por un largo tiempo, el puerto fue declarado Puerto preciso, o sea que toda embarcación se encontraba obligada a detenerse, identificarse y pagar impuestos (hasta 1780).

## Ubicación
Santa Fe es una de las ciudades más importantes del vasto sector central del país. El territorio que ocupa corresponde a la llamada Pampa Húmeda, que por sus condiciones geográficas y climáticas se constituye en una zona agrícola muy fértil y sumamente apta para la ganadería tambera. Ofrece la posibilidad de tener una salida hacia el Océano Pacífico, lograda por la integración de Chile, provocan para Santa Fe la aparición de nuevos escenarios. El Mercosur aparece como un mecanismo idóneo para ampliar y complementar el actual mercado santafesino. Santa Fe y su región se ven ampliamente favorecidas por su estratégica situación geopolítica.

## Historia reciente
Por Ley 24093 la Nación transfirió a la Provincia de Santa Fe el ámbito terrestre y acuático, las superficies delimitadas por muelles y riberas, de acuerdo con el siguiente detalle: Dársena l, Dársena II, Canal Derivador Norte, Canal Derivador Sur,
Zona de maniobras, Canal de acceso, incluyendo tramo exterior hasta km 584. Ese año la provincia crea por Ley N.º 8.241, el Ente Administrador Puerto Santa Fe, los que actuarán como personas jurídicas públicas no estatales.
El Puerto, inició en 2010 un "Proceso de Reconversión Portuaria", con el objeto de adecuar y modernizar su infraestructura para hacer frente a las necesidades del creciente intercambio comercial de cargas de Expo e Impo de su Hinterland. En 2011 la entonces  presidenta Cristina Fernández de Kirchner inauguró el plan de trabajo en la hidrovía Paraguay-Paraná, para permitir un calado de buques de 28 pies y 32 pies posteriormente, que garantizarán la viabilidad del proyecto de reconversión del puerto de Santa Fe, con  una inversión de 112 millones de dólares. Incluyendo la ampliación, señalización y dragado en el Río Paraná que facilitaría el transporte de la producción agrícola, la obra abarca más de 650 kilómetros, lo que permitirá su navegación durante las 24 horas los 365 días del año. Profundización de las vías navegables en la ruta troncal de la Hidrovía Paraguay-Paraná,  adaptar las actuales estructuras a las formas de transporte intermodal, creación de zonas de actividades logísticas y la compatibilidad de espacios comunes Puerto-Ciudad y la potencialidad de cargas extra zona. Llegó incluso a entrar en el Puerto, el 11 de abril de 2011, el primer buque carguero en décadas, el "Sampán"
Paralelamente se liberó espació para la construcción privada en el dique Amarras dentro del predio del puerto, entre avenida Alem y el hotel Los Silos. Allí se levantó un edificio corporativo de 16 pisos, flanqueado por 700 plazas de estacionamiento en cuatro niveles elevados. Dos torres más de usos mixtos invirtiéndose 50 millones de dólares, atrayéndose inversiones en torres, locales comerciales, oficinas,  estacionamientos, hostelería, además de otros emprendimientos en el Dique II del Puerto de Santa Fe que llevó la construcción de la Torre III del complejo Amarras Suites & Towers, el mayor emprendimiento urbano del puerto de Santa Fe. Desde 2014 el dique II inició un proceso de  desarrollo urbano, inmobiliario, comercial y de servicios que significaron unos 120 millones de dólares invertidos. También surgió una nueva urbanización con un  Centro Comercial y Financiero, guardería náutica, canchas de tenis y fútbol, servicios gastronómicos, locales comerciales, hotelería, y distintos salones de eventos.
En 2017 la justicia presentó un informe del perito oficial en la causa que investiga las irregularidades en el Ente Administrador durante la gestión de Marcelo Vorobiof, quién montó empresas a las que, un día después de su creación, se les adjudicaron obras sin aprobación del Consejo Directivo. Los cheques eran retirados por personas cercanas a Vorobiof. Vorobiof es un hombre cercano al radicalismo, en 2009, a través del decreto 1348, con las firmas del intendente Mario Barletta y el entonces Secretario de Gobierno, José Corral, fue designado para integrar el Consejo Económico y Social de Santa Fe. Actualmente es ivnestigado por contratos millonarios y sobreprecios otorgados a políticos del radicalismo y personas cercanas a él.

## Capacidad
- Operativa
  - Tres elevadores terminales para exportar granos
  - Capacidad total de almacenamiento: 66.000 tn
  - Rendimiento de carga/descarga: 900 tn/h
  - Playa de camiones: 200 equipos simultáneamente. Calles pavimentadas con una superficie de 3,6 ha, y plazoletas de 9 ha
  - Sistema ferroviario interno: 2,6 ha
  - Grúas con capacidad de izaje de 4 a 200 tn y autoelevadores
  - Unidad Portuaria Multimodal: Administración Nacional de Aduanas (ANA), emite CAT (Remitos de Importación Temporaria de Contenedores)
  - Servicios regulares, semanal, Asunción, Santa Fe, Montevideo, Buenos Aires - Viceversa
  - Agencias de transporte multimodal: Internacional Cargo SRL, Libras, Maruba, Líneas Feeder, Agencia Ycaro SRL, Contenedores SIM Argentina
  - Buques permitidos para Ingreso Puerto de Santa Fe: 200 m de eslora, manga máxima de 32 m, con un calado anual de 24 pies y un calado navegable de 22 pies
  - Profundidad al cero local: 8 m, pie de muelle
  - Superficie terrestre: 70,8 ha
  - Superficie acuática: 37,2 ha
  - Estado de conservación: bueno
  - Productos: cereales, derivados del petróleo, mercadería de removido y carga general
  - cuenta con 17 bitas de amarre en su dique I